# 驛舎
「驛舎」（えき）は、シンガーソングライター・さだまさしが1981年2月25日にリリースしたシングル曲である。

## 解説

### 驛舎
都会に出たものの夢破れて故郷に帰ってきた女性が、幼なじみの男性に故郷の駅で出迎えを受けた時の情景を唱った曲。

## 収録曲

### SIDE 1
「驛舎」（作詩・作曲：さだまさし、編曲：服部克久）

### SIDE 2
「APRIL FOOL」（作詩・作曲：さだまさし、編曲：服部克久）